# Le Monteil (Cantal)
 Le Monteil  es una población y comuna francesa, situada en la región de Auvernia, departamento de Cantal, en el distrito de Mauriac y cantón de Saignes.

## Demografía
| 606 | 539 | 421 | 378 | 301 | 274 |
| Para los censos de 1962 a 1999 la población legal corresponde a la población sin duplicidades (Fuente: INSEE [Consultar]) |     |     |     |     |     |